# Тит Сеттидій Фірм
Тит Сеттидій Фірм (лат. Titus Settidius Firmus; ? — після 112) — військовий та державний діяч часів Римської імперії, консул-суффект 112 року.

## Життєпис
Про його родину немає відомостей. Обрав для себе кар'єру військового. Брав участь у Другій війні проти лаків (105–106 роки). У проміжку між завершенням цієї кампанії та 112 роком якийсь час був легатом Залізного легіону. У 112 році його призначено консулом-суффектом разом з Гаєм Клавдієм Севером. Про подальшу долю нічого невідомо.